# Batalla de Los Yébenes
La batalla de Los Yébenes fou una contesa ocorreguda el 24 de març de 1809, durant la guerra del francès.

## Antecedents

Campanyes franceses

El rearmament austríac que acabaria amb la guerra de la Cinquena Coalició provocà que Napoleó marxés de Valladolid el 17 de gener, arribant a París el 23 de gener. El I Cos del mariscal Claude-Victor Perrin va ser el responsable de la conquesta amb tres divisions d'infanteria sota els generals de la divisió François Amable Ruffin, Eugène-Casimir Villatte i Jean François Leval, dues divisions de cavalleria comandades per Antoine Charles Louis de Lasalle i Victor de Fay de La Tour-Maubourg, així com de l'artilleria del general de la divisió Alexandre-Antoine Hureau de Sénarmont. En total, hi havia 20.000 homes i 50 canons.
La campanya va començar el 15 de març de 1809 creuant el Tajo en diversos punts per convergir a Almaraz, defensada per l'exercit d'Extremadura de Gregorio García de la Cuesta. Les forces de Vicente Cañas y Portocarrero van ser assolades a Mesas de Ibor per la divisió alemanya de Leval, obligant la Cuesta a retirar-se al Guadiana. Durant la retirada, la cavalleria espanyola de Juan de Henestrosa va ser assignada a la rereguarda i la divisió de cavalleria de Lasalle formada pel cinquè i desè regiment de caçadors a cavall, el 2n regiment d'hússars i el 9è regiment de dragons va dirigir la persecució francesa. Entretant, José de Urbina y Urbina, comandant de l'exercit de la Manxa envià la divisió del duc d'Albuquerque a atacar entorpir l'avançada francesa a Toledo mentre ell defensava Ciudad Real.
El 20 de març, es va produir un primer xoc a Berrocal en què el cinquè de caçadors a cavall va escombrar els carrabiners espanyols. L'endemà, mentre la retirada de la Cuesta continuava, Henestrosa va emboscar als seus perseguidors francesos a la batalla de Miajadas. El mariscal Victor, suposant definitiva la retirada del general Gregorio García de la Cuesta, després dels combats sostinguts a la vora del riu Tajo, i creient que els seus moviments tendien a cobrir el camí de Sevilla, dividí les seves forces entre Mèrida i Medellín.
La divisió polonesa del general Valance del cos d'Horace Sébastiani consistent en dos regiments d'infanteria de la Legió del Vístula va sortir de Toledo el 20 de març i es va dirigir cap al sud-oest per prendre Andalusia. El vespre del 23 de març van parar a descansar a la ciutat de Mora. Els 4 esquadrons (591 homes) que conformaven el 1r regiment de llancers podrien haver passat la nit a Orgaz, als peus de les muntanyes, però el coronel Jan Konopka va triar Los Yébenes, que els polonesos ja coneixien però on era difícil organitzar per a la defensa.

## Batalla
La nit del 24 de març va ser boirosa. Els sentinelles van escoltar sons sospitosos i van informar el coronel, que els va ignorar, i a les set del matí José de Urbina y Urbina va enviar al brigadier Juan Bernuy a atacar els llancers, que en aquell moment acabaven de sortir del llit. La 5a companyia va atacar els espanyols mentre la resta del regiment es formava en esquadrons desordenats per l'església al centre del poble. De sobte, la boira es va aixecar i els polonesos van veure les denses files de cavalleria espanyola i dues bateries d'artilleria a cavall, i el coronel Konopka, veient un gran predomini de l'enemic, va ordenar la retirada cap a la força francesa principal.
Els esquadrons van dirigir-se cap a Orgaz, amb el coronel i el major Andrzej Ruttie al front. La 5a companyia va protegir la resta de la columna com a rereguarda. Els llancers es van trobar amb els dos regiments de la cavalleria espanyola i la 8a companyia va atacar amb fúria als carabineros reales que van bloquejar l'estreta carretera a la vora d'un precipici sense cap possibilitat de recórrer cap endavant o enrere. L'atac dels llancers va sorprendre totalment els soldats espanyols, que veient les seves línies frontals aixafades per l'enemic, van començar a retrocedir, i els de les darreres files van començar a retirar-se. Els llancers van anar pressionant i aviat es van dirigir cap a una part més ampla de la carretera. Allà, separats dels soldats espanyols, van entrar al galop.
El coronel Konopka, juntament amb el major Ruttie i desenes de llancers, van abandonar el regiment, que finalment va arribar al camp obert, i van començar a formar línies de defensa per rebutjar la cavalleria espanyola, que sortia del canó. El coronel polonès va arribar a Mora amb seguretat, on es van allotjar les principals forces del general Valance, convençut que el regiment estava perdut. Tanmateix, el regiment, dirigit pel capità Telesfor Kostanecki, va travessar les línies enemigues, i va arribar poques hores després a Mora.

## Conseqüències
L'oportunitat de venjar el seu honor pels estendards perduts va arribar ben aviat per als polonesos. El 27 de març de 1809, a la batalla de Ciudad Real, van prendre el pont, van aixafar quatre quadres d'infanteria espanyola i les van fer fugir. L'endemà a la batalla de Santa Creu de Mudela, els llancers, sense esperar la resta del cos, van aixafar de nou les mateixes forces espanyoles. El 18 de setembre de 1809, la mera presència dels llancers de l'Infern durant la batalla d'Ocaña, va fer que el mateix regiment de carrabiners sortís del camp de batalla.